# Leichtathletik-Weltmeisterschaften 1983/3000 m der Frauen

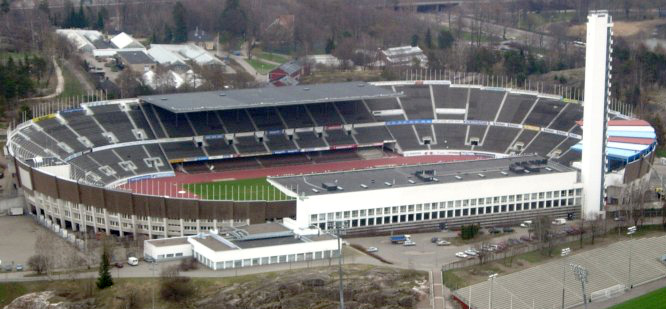
Das Olympiastadion in Helsinki

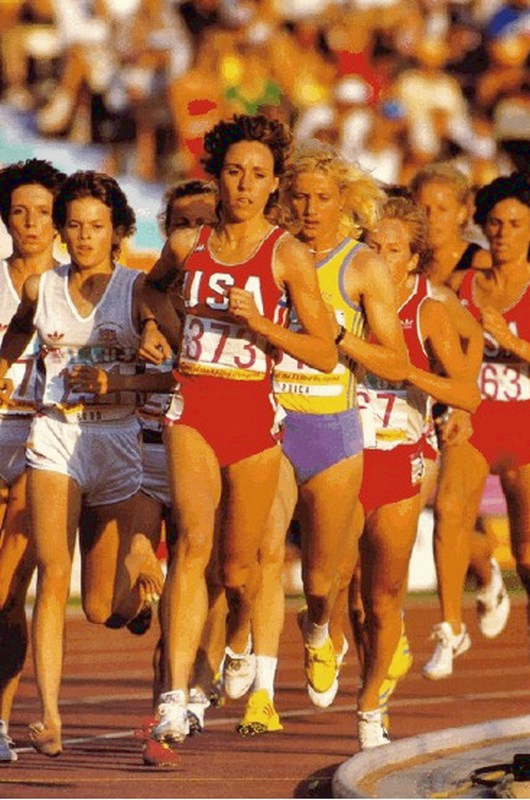
Mary Decker (vorne, im Jahr 1984) errang ihren ersten WM-Titel, der zweite folgte vier Tage später über 1500 Meter

Der 3000-Meter-Lauf der Frauen bei den Leichtathletik-Weltmeisterschaften 1983 fand am 8. und 10. August 1983 in Helsinki, Finnland, statt.
31 Athletinnen aus 22 Ländern nahmen an dem Wettbewerb teil. Ihre erste Goldmedaille bei diesen Weltmeisterschaften gewann die US-Amerikanerin Mary Decker mit 8:34,62 min. Eine zweite sollte vier Tage später über 1500 Meter noch folgen. Silber ging an Brigitte Kraus aus der Bundesrepublik Deutschland, die mit 8:35,11 min einen bundesdeutschen Rekord aufstellte. Die Bronzemedaille sicherte sich mit 8:35,13 min Tatjana Kasankina aus der Sowjetunion, die bei Olympischen Spielen bereits drei Goldmedaillen errungen hatte – 800 Meter: 1976 in Montreal / 1500 Meter: 1976 in Montreal und 1980 in Moskau.

## Rekorde
Vor dem Wettbewerb galten folgende Rekorde:
| Weltrekord               | Swetlana Ulmassowa | 8:26,78 min | Kiew, Sowjetunion (heute Ukraine) | 25. Juli 1982   |
| Weltmeisterschaftsrekord | Birgit Friedmann   | 8:48,05 min | WM 1980 in Sittard, Niederlande   | 16. August 1980 |

Der bestehende WM-Rekord wurde dreimal verbessert:
- 8:46,65 min Swetlana Ulmassowa (Sowjetunion), 1. Vorlauf am 8. August
- 8:44,72 min Tatjana Kasankina (Sowjetunion), 2. Vorlauf am 8. August
- 8:34,62 min Mary Decker (Vereinigte Staaten), Finale am 10. August

## Vorläufe
8. August 1983
Aus den zwei Vorläufen qualifizierten sich die jeweils sechs Ersten jedes Laufes – hellblau unterlegt – und zusätzlich die drei Zeitschnellsten – hellgrün unterlegt – für das Finale.

### Lauf 1
| Platz | Athletin              | Land                   | Zeit (min)  |
| ----- | --------------------- | ---------------------- | ----------- |
| 1     | Swetlana Ulmassowa    | Sowjetunion            | 08:46,65 CR |
| 2     | Agnese Possamai       | Italien                | 08:46,68    |
| 3     | Brigitte Kraus        | BR Deutschland         | 08:47,25    |
| 4     | Wendy Sly             | Vereinigtes Königreich | 08:47,39    |
| 5     | Christine Benning     | Vereinigtes Königreich | 08:49,71    |
| 6     | Aurora Cunha          | Portugal               | 08:51,66    |
| 7     | Natalja Artjomowa     | Sowjetunion            | 08:54,14    |
| 8     | Lynn Kanuka-Williams  | Kanada                 | 08:54,61    |
| 9     | Geri Fitch            | Kanada                 | 09:01,85    |
| 10    | Monica Joyce          | Irland                 | 09:14,83    |
| 11    | Helena Hyvönen        | Finnland               | 09:19,65    |
| 12    | Brenda Webb           | Vereinigte Staaten     | 09:24,38    |
| 13    | Marcianne Mukamurenzi | Ruanda                 | 09:26,59    |
| 14    | Marit Holtklimpen     | Norwegen               | 09:43,40    |
| 15    | Khadija al Matari     | Jordanien              | 10:49,62    |
|       | Betty Van Steenbroeck | Belgien                | 0DNF        |

### Lauf 2
| Platz | Athletin          | Land                   | Zeit (min)  |
| ----- | ----------------- | ---------------------- | ----------- |
| 1     | Tatjana Kasankina | Sowjetunion            | 08:44,72 CR |
| 2     | Mary Decker       | Vereinigte Staaten     | 08:44,72    |
| 3     | Cornelia Bürki    | Schweiz                | 08:46,94    |
| 4     | Jane Furniss      | Vereinigtes Königreich | 08:48,59    |
| 5     | Alison Wiley      | Kanada                 | 08:51,27    |
| 6     | Lorraine Moller   | Neuseeland             | 08:51,78    |
| 7     | Eva Ernström      | Schweden               | 08:51,91    |
| 8     | Ivana Kubešová    | Tschechoslowakei       | 08:55,54    |
| 9     | Maggie Keyes      | Vereinigte Staaten     | 09:01,97    |
| 10    | Vera Michallek    | BR Deutschland         | 09:04,51    |
| 11    | Marica Mršić      | Jugoslawien            | 09:05,59    |
| 12    | Pilar Fernández   | Spanien                | 09:10,86    |
| 13    | Maria Radu        | Rumänien               | 09:30,37    |
| 14    | Monica Regonessi  | Chile                  | 09:31,95    |
| 15    | Kriscia García    | El Salvador            | 10:06,14    |

## Finale
10. August 1983
| Platz | Athletin           | Land                   | Zeit (min) |
| ----- | ------------------ | ---------------------- | ---------- |
|       | Mary Decker        | Vereinigte Staaten     | 8:34,62 CR |
|       | Brigitte Kraus     | BR Deutschland         | 8:35,11 BR |
|       | Tatjana Kasankina  | Sowjetunion            | 8:35,13    |
| 4     | Swetlana Ulmassowa | Sowjetunion            | 8:35,55    |
| 5     | Wendy Sly          | Vereinigtes Königreich | 8:37,06    |
| 6     | Agnese Possamai    | Italien                | 8:37,96 NR |
| 7     | Jane Furniss       | Vereinigtes Königreich | 8:45,69    |
| 8     | Natalja Artjomowa  | Sowjetunion            | 8:47,98    |
| 9     | Aurora Cunha       | Portugal               | 8:50,20    |
| 10    | Lynn Kanuka        | Kanada                 | 8:50,20    |
| 11    | Cornelia Bürki     | Schweiz                | 8:53,85    |
| 12    | Eva Ernström       | Schweden               | 8:57,59    |
| 13    | Christine Benning  | Vereinigtes Königreich | 8:58,01    |
| 14    | Lorraine Moller    | Neuseeland             | 9:02,19    |
| 15    | Alison Wiley       | Kanada                 | 9:15,35    |

## Video
- Mary Decker 1983 World Championship 3000m - last 5 laps auf youtube.com, abgerufen am 12. April 2020